# 619 v. Chr.
Portal Geschichte | Portal Biografien | Aktuelle Ereignisse | Jahreskalender | Tagesartikel

◄ |
8. Jahrhundert v. Chr. |
7. Jahrhundert v. Chr. |
6. Jahrhundert v. Chr. |
►

◄ | 630er v. Chr. | 620er v. Chr. | 610er v. Chr. | 600er v. Chr. |
590er v. Chr. |
►

◄◄ | ◄ | 622 v. Chr. | 621 v. Chr. | 620 v. Chr. | 619 v. Chr. |
618 v. Chr. |
617 v. Chr. |
616 v. Chr. |
► |
►►

## Ereignisse

### Wissenschaft und Technik
- 7. Regierungsjahr des babylonischen Königs Nabopolassar (619 bis 618 v. Chr.): Im babylonischen Kalender fällt der Jahresbeginn des 1. Nisannu auf den 12.–13. März[1]; der Vollmond im Nisannu auf den 24.–25. März[1] und der 1. Tašritu auf den 4.–5. September[1].[2]